# ملفات متعددة الأطوار
الوَشِيعات متعددة الأطوار (Polyphase coils) هي عبارة عن وشيعات كهربائية متصلة ببعضها في نظام متعدد الأطوار مثل المُولِد أو المُحَرِّك. وفي الأنظمة الحديثة، عادةً ما يكون عدد الأطوار ثلاثة أو مضاعفاتها. ويحمل كل طور تيار متردد جيْبَي يتأخر طوْرُه بموجب تأخر أحد أطوار التيارات المجاورة ويتقدم بموجب تقدم التيارات المجاورة الأخرى. حيث ينفصل وقت تيارات الطور بالتساوي خلال كل فترة من فترات التيار المتردد. ففي أحد الأنظمة ثلاثية الطور، على سبيل المثال، تنفصل الأطوار عن بعضها بمقدار ثلث المُدّة.

## تركيب الوَشِيعة
كما هو الحال بالنسبة لجميع الوشيعات المستخدمة في الآلة الكهربائية، تلُفّ الوشيعات متعددة الأطوار (المصنوعة من سِلك توصيل معزول) حول أعضاء الإنتاج المغناطيسية الحديدية خلال مساقط نصف قطرية أقصى حداً من تعرُّض السطح المركزي للمجال المغناطيسي.
وهذه اللفات تكون منفصلة انفصالاً فيزيائيًا حول محيط الآلة الكهربائية. ويتمثل ناتج نظام كهذا في مجال مغناطيسي دوّار يُستخدم في تحويل القدرة الكهربائية لشغل ميكانيكي دوراني أو العكس.

## المُحركات والمُولِدات متعددة الأطوار
عند مقارنتها بالمحركات والمُولِدات أحادية الطور، نجد أن المحركات متعددة الأطوار تكون أبسط منها؛ حيث إنها لا تحتاج لدوائر كهربائية خارجية (فهي تستخدم المُكثفات والمستحثات (inductors)) لتقوم بإنتاج عزم دوران البدء. وتستطيع الآلات متعددة الأطوار توفير قدرة كهربائية ثابتة في كل فترة من فترات التيار المتردد، مما يساعد في القضاء على النبضات الموجودة في الآلة أحادية الطور نظرًا لمرور التيار بالذروة الصفرية (zero amplitude).

## معلومات تاريخية
تولى ريادة استخدام الوشيعات متعددة الطور في أنظمة القدرة الكهربائية المهندسون نيكولا تسلا (Nikola Tesla) وجاليليو فيراريس (Galileo Ferraris) وميخائيل دولفيو دوبروفولسكي (Michail Dolivo-Dobrovolsky).